# شيشاوة
شيشاوة: مدينة مغربية صغيرة تقع قرب مراكش وتُعد عاصمة إقليم شيشاوة، بنيت من طرف أمازيغ مصمودة المحليين، و يبيلغ عدد سكانها 27869 نسمة (إحصاء 2014). تتكون من عدة أحياء منها: الحي المحمدي، الحي الإداري، الحي الحسني، حي المسيرة، حي النصر، حي الفرح، حي القدس، حي النهضة، وحي الخريبات، وحي الزهراء، وتجزئة الخير، وحي الأمل الذي هو مركز الثقل الصناعي بالمدينة، كما يتوسطها واد موسمي الجريان.

## الزراعة بشيشاوة
القطاع الزراعي هو النشاط الاقتصادي الرئيسي في المنطقة لدرجة أنه يستخدمه في الواقع، جزء كبير من السكان. 90% من السكان يعيشون بفضله في هذه المناطق الريفية. ومع ذلك، لا يزال القطاع يعتمد بشكل كبير فقط على الظروف المناخية حسب دراسة البيانات المتعلقة بـهياكل هذا القطاع، والتي تساهم في إنتاج المحاصيل التي تزرع وذلك حسب تحديد خصائص الزراعة في مقاطعة شيشاوة.

## مناخشيشاوة
يمكن إدخال مناخ شيشاوة في خانة ما بين المناخ الجاف وشبه الجاف، التساقطات ما بين 180 و 300 ملل في السنة ويتراوح متوسط الحرارة بين 15 و 20 درجة اما الرياح فتشتهر بظاهرة الشركي صيفا.

## جبل تيلدات
ورد ذكر مدينة شيشاوة في كتاب (وصف افريقيا) للرحالة الحسن الوزان الشهير باسم (ليون الأفريقي) عندما زارها سنة 919 هـ / 1514م فقال: يأتي جبل شيشاوة أي تيلدات بعد جبل ساميد، وينبع منه نهر يحمل اسمه (لكن هذا الواد لم يعد يحمل هذا الاسم إلا في مجراه الأدنى) بسبب توالي الزمن .

## حي الأمل
يعتبر من أحد أهم أحياء مدينة شيشاوة بحيت يعتبر أول حي بهذه المنطقة ويرجع تاريخه إلى عهد المنصور الذهبي ومر عليه تعاقب الاستعمار الفرنسي والاسباني ولحد الآن لاتزال مأثره شاهدة على عظمة هذا الحي العريق، يطلق عليه البعض بدوار ماشو وسبب ذلك هو الجنرال ماشو الذي كان يمثل جند الاحتلال الفرنسي في هذه المنطقة

### تقسيم حي الامل
يتجزء حي الأمل إلى منطقتين المنطقة العليا أو ما يسميها البعض: الحي التعاوني الغني بالغطاء النباتي الزاهر الذي يتمثل في أشجار الزيتون والعرعار وكذا أشجار اليمون والإجاص فالرمان ثم المشمش فهذه المنطقة يعتبرها البعض أن سكانها هم الأصليون أما بشأن المنطقة السفلى المسماة بالحي الصناعي الذي يتوفر على محلات متنوعة وشارع مختص بكل ما يخص وسائل النقل من معالجة وصيانة وهيكلة وفي آخر هذا الشارع يوجد سوق موسمي لبيع البطيخ المعروف بجودته وثراوته الذي اشتهرت به المدينة محليا ووطنيا هذا من جهة من جهة أخرى فيتمتع هذا الأخير بمشاريع ضخمة منها شركة صناعة الورق ومجمع الصناعة التقليدية والذي شيد على مساحة تقدر ب7432 متر مربع، غلافا ماليا يصل إلى 7 ملايين درهم وشركة أطو هول لبيع السيارات كما أن حي الامل يتمتع بمؤسسة لتحفيظ القرأن الكريم وكذا لتعليم الأسس الدينية وتدريس المنهج الإسلامي ويتوفر على فرع لمحو الأمية لصالح النساء حاليا مما يفسح المجال أمام هذا الحي ليصبح ضمن أحسن المناطق للبناء وذلك لامتيازه بموقع إستتراتيجي وجغرافي ليصبح محل استقطاب العديد من الشركات على المستوى العالمي .